# Miguel Solá (historiador)
Miguel Solá (Salta, Argentina, 15 de diciembre de 1891 - Buenos Aires, Argentina, 6 de octubre de 1979) fue un historiador, escritor y periodista argentino, cofundador del Instituto Güemesiano de Salta. Fue director del diario Nueva Época de Salta y trabajó durante más de 30 años para el diario La Prensa y para la revista Caras y Caretas de Buenos Aires. Publicó más de 30 libros sobre historia y sobre historia del arte. Era hermano de las escritoras Sara Solá y Emma Solá.

## Biografía
Nació en la ciudad de Salta en el seno de una familia tradicional argentina el 15 de diciembre de 1891. Era hermano de las escritoras Sara Solá de Castellanos y Emma Solá de Solá y descendiente directo de Juan Victorino Martínez de Tineo, quien fue gobernador de Salta del Tucumán y presidente de la Audiencia de Charcas. Durante su juventud residió en Salta y más tarde se radicó en Buenos Aires, donde realizó la mayoría de sus trabajos. Falleció el 6 de octubre de 1979 a los 87 años de edad en la capital argentina.